# Cyperus lundellii
Cyperus lundellii là loài thực vật có hoa trong họ Cói. Loài này được O'Neill mô tả khoa học đầu tiên năm 1940.